# Гергард Айгнер
Гергард Айгнер (нім. Gerhard Aigner; 1 вересня 1943, Регенсбург, Третій Рейх — 20 червня 2024) — німецький футболіст і футбольний функціонер.
Виступав за такі клуби VfB Regensburg (1957—1964), FC Moutier (1968—1969) та FC Muri-Gümligen (1970—1979), а також працював суддею (1963—1966). Гергард Айгнер, став генеральним секретарем УЄФА 1989 року, до якої він входив з 1969 року як функціонер.
У грудні 1999 року Адміністративний секретаріат був переформатований на адміністрацію УЄФА. А посада «генеральний секретар», почала називатись «виконавчий директор». Цей пост він займав до кінця 2003 року. Його наступником став Ларс-Крістер Ольссон.